# Schloss Kostau
Schloss Kostau (polnisch Pałac w Kostowie) ist ein Schloss im oberschlesischen Kostów (dt. Kostau), einem Ort der Stadt- und Landgemeinde Byczna in der Verwaltungseinheit Opole im Südwesten von  Polen.

## Geschichte
Kostau gehörte bis ins 18. Jahrhundert den von Frankenberg-Proschlitz. Das Schloss wurde Ende des 18. Jahrhunderts von Freiherr Friedrich von Strachwitz erbaut. Im Jahre 1833 war Hyacint von Aulock Besitzer. Über die von Glisczinski gelangte der Besitz an die von Ballestrem, die das Schloss zeitgemäß umgestalten ließen. Bei diesem Umbau wurde der Balkon überdacht, das Mansardgeschoss ausgebaut, und ein achteckiger Turm in barocker Form angebaut. Im Jahr 1955 brannte das Schloss ab. Beim Wiederaufbau wurde ein drittes Stockwerk hinzugefügt.

## Architektur
Der Bau war ein zweigeschossiges, mit einem Mansarddach gedecktes Gebäude mit einem zentralen dreigeschossigen Risalit. Mit der Rekonstruktion nach dem Brand 1955 wurden die meisten Stilmerkmale des ursprünglichen Baus verwischt.
Die elfachsige Nordfassade trägt einen zentralen dreiachsigen Risalit. Die Gartenfassade trägt einen weniger markanten Risalit, vor dem ein viersäuliger Vorbau einen Balkon auf Höhe des ersten Stocks trägt. Im Westen wurde dem Palast ein dreiachsiger Anbau vom Ende des neunzehnten Jahrhunderts hinzugefügt, im Osten ein Turm. Heute trägt der Bau ein Walmdach. Die ursprünglich reich verzierten Fassaden wurden nur vereinfacht rekonstruiert.